# Skandinaviska Aero BHT-1 Beauty
Skandinaviska Aero BHT-1 Beauty je švédský jednomístný lehký jednoplošník, který v první polovině 40. let navrhli budoucí inženýři E. Bratt, K. E. Hilfing a B.Törnblom. Letoun byl postaven společností Skandinaviska Aero AB ve Stockholmu.

## Vznik a vývoj

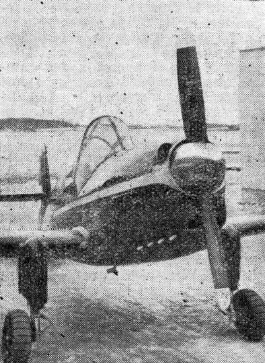
Skandinaviska Aero BHT-1 Beauty (Les Ailes, novembre 1946)

Všechno to začalo s několika výpočty a náčrtky na zadní straně jídelního lístku v restauraci. V tomto případě se konkrétně jednalo o večer 7. května 1943 v restauraci Bacci Wapen ve Stockholmu. Do května 1944 byly konstrukční práce dokončeny. Čítaly na 4 000 výkresů a 2 500 výpočtů zatížení, které provedl Törnblom, který jako jediný měl předchozí zkušenosti s návrhem letadel. Navrhl také křídla, výškovky a kormidlo. Hilfing byl zodpovědný za trup a Bratt pracoval na instalaci motoru, vrtule a podvozku.
BHT je zkratka pro iniciály příjmení Erik Bratt, Karl-Erik Hilfing a Björn Törnblom. BHT-1 byl postaven společností Skandinaviska Aero (SAA) v Norrtälje v roce 1944 (když byla v roce 1943 zahájeny práce na stavbě letounu, společnost se ještě nazývala Björkvallsflyg). Tato společnost se stala s třemi letouny Douglas DC-3 první švédskou charterovou leteckou společností.
Letoun BHT-1 (výr. č. 1/1144) s imatrikulací SE-ANX (přidělenou 6. září 1945) byl zalétán 4. prosince 1944. V polovině ledna 1945 se na stockholmském letišti Bromma (IATA: BMA, ICAO: ESSB) uskutečnila prezentace letounu tisku. Po druhé světové válce byl navržen i dvoumístný letoun BHT-2, ale k jeho stavbě nedošlo.

## Popis letounu
BHT-1 je dřevěný samonosný dolnoplošný jednoplošník s zatahovacím podvozkem a mechanicky stavitelnou vrtulí. Jednomístný letoun měl uzavřenou kabinu. Křídla obsahují štěrbinové klapky.
Byl poháněn pístovým motorem Walter Mikron o jmenovitém výkonu 60 k (44 kW). Palivové nádrže měly objem 88 l (ve třech nádržích). Ve verzi Plus se „speciální“ rezervou objem vzrostl na 127 l benzínu.

## Použití
Letadlo mělo být použito pro tažení terčů pro cvičení švédské letecké, protivzdušné obrany. Během druhé světové války mělo Švédsko silné letectvo, dosahující počtu až 800 strojů, což přispělo k odvrácení hrozby možné invaze do Švédska. Po válce tento „obranný“ účel vymizel a letoun začal být používán jako sportovní, popř. akrobatický letoun. Pokud byl letoun používán pro akrobacii, byla jeho maximální vzletová hmotnost omezena na 365 kg. Když společnost Skandinaviska Aero ukončila činnost, bylo letadlo v červnu 1949 prodáno společnosti AB Airola a potom Duells Aero AB v Göteborgu. Od následujícího roku s ním létal Kurt Klausson na leteckých dnech a podobných akcích.
V létě roku 1950 byl letoun prodán do Norska (imatrikulace LN-JHC přidělená 6. července 1950), kde s ním létal Jan Christie a zúčastnil se s ním v polovině září 1950 závodu Daily Express South Coast Race. V roce 1977 letoun koupil Ingemar Ehrenström, který mu postupně vrátil jeho původní vzhled a švédskou imatrikulaci. Po velké rekonstrukci letěl BHT-1 poprvé 13. prosince 2009.
Poté jej konečně koupil jeho dlouholetý obdivovatel, Kjell W. Ahlberg (1928–2011). Poté se postaral o to, aby zůstal v takovém stavu, aby se mohl účastnit několika letových dnů. Poslední majitel BHT-1 Beauty Kjell W. Ahlberg daroval letadlo ještě před svou smrtí švédské asociaci historie letectví SFF (Swedish Aviation History Association), která jej umístila do švédského leteckého muzea ve Västerås (Västerås Aviation Museum).

## Uživatelé
- Švédsko (SE-ANX)
  - Skandinaviska Aero AB (1944– 1948)
  - AB Airola, Duells Aero AB Göteborg (1949)
  - Kurt Klausson (1950), Ingemar Ehrenström (1997– 2009), Kjell Ahlberg (2009– 2011)
- Norsko (LN-JHC)
  - Jan Christie (1951– 1977)

## Specifikace

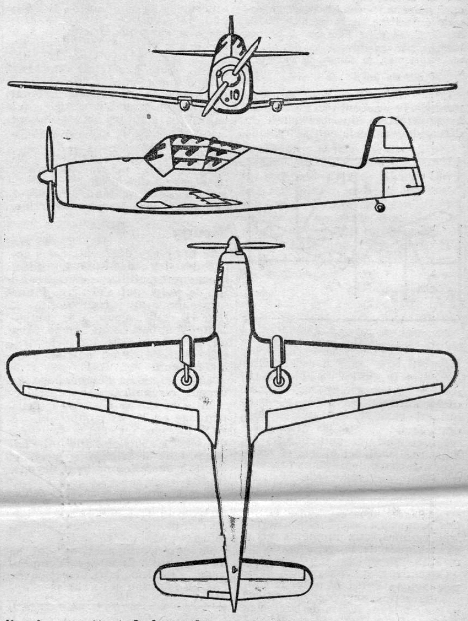
Skandinaviska Aero BHT-1 Beauty, skica (Les Ailes, novembre 1946)

Data podle

### Technické údaje
- Posádka: 1
- Rozpětí: 6,82 m
- Délka: 5,80 m
- Výška: 1,90 m
- Nosná plocha: 7,00 m2
- Plošné zatížení: 52 kg/m2
- Hmotnost prázdného letounu: 240 kg
- Vzletová hmotnost: 420 kg
- Pohonná jednotka: 1× pístový, invertní vzduchem chlazený čtyřválcový řadový motor Walter Mikron 4-II
  - maximální, vzletový výkon: 46 kW/62 k při 2800 ot/min
  - jmenovitý, nominální výkon: 44 kW/60 k při 2600 ot/min
- Vrtule: dvoulistá dřevěná se zařízením pro ruční nastavování

### Výkony
- Maximální rychlost: 245 km/h
- Cestovní rychlost: 210 km/h
- Přistávací rychlost: 75 km/h
- Dolet: 1 700 km
- Dostup: 7 500 m
- Stoupavost: 5,2 m/s
- Výkon/hmotnost: 8,18 kg/kW